# CTLA-4

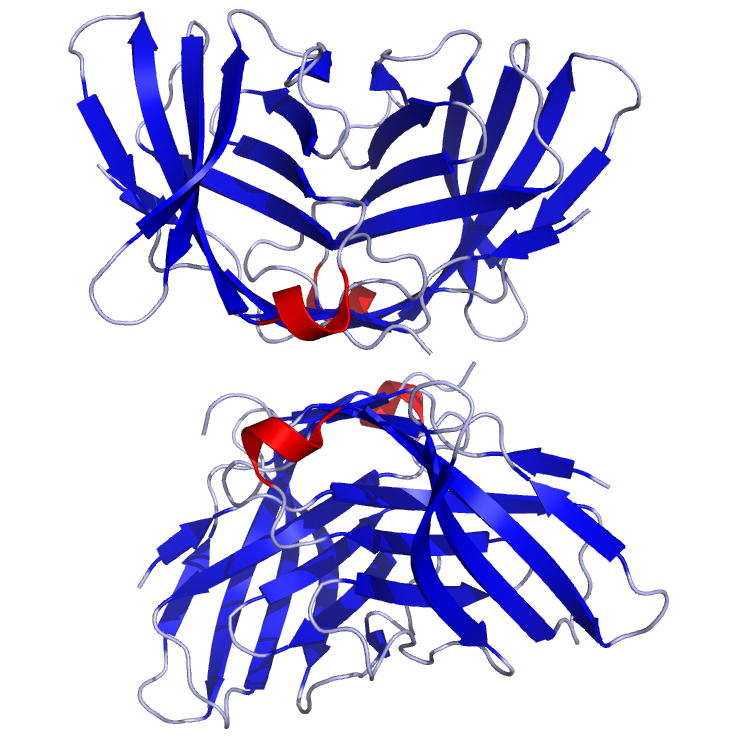
Struktura mysiego białka CTLA-4 (CD152)

CTLA-4 (ang. cytotoxic T cell antigen 4, także: CD152, cluster of differentiation 152, inne synonimy: CELIAC3, GRD4, GSE, IDDM12) – białko kodowane przez gen CTLA4, u człowieka znajdujący się w obrębie prążka 2q33 na chromosomie 2. CTLA-4 pojawia się na powierzchni limfocytów T aktywowanych w wyniku kontaktu z antygenem i działa hamująco na dalszą odpowiedź limfocytu. W ten sposób CTLA-4 stanowi sygnał ujemnego sprzężenia zwrotnego w swoistej odpowiedzi odpornościowej, nie dopuszczając do jej nadmiernego rozwoju. Ligandami dla CTLA-4 są, występujące na powierzchni komórek prezentujących antygen, cząsteczki CD80 i CD86.

## Struktura

Powstawanie błonowej, niezależnej od ligandów oraz rozpuszczalnej formy CTLA-4 na skutek translacji alternatywnie składanych transkryptów

CTLA-4 został zidentyfikowany w bibliotece cDNA mysich limfocytów T cytotoksycznych w 1987 roku. Na podstawie analizy sekwencji nukleotydowych oraz przewidywanej sekwencji aminokwasowej odkrywcy zaklasyfikowali CTLA-4 do białek nadrodziny immunoglobulin. Ludzki gen CTLA-4 zawiera 4 egzony. Wykazano silne podobieństwo sekwencji nukleotydowej i aminokwasowej CTLA-4 do CD28, innego białka szeroko występującego na limfocytach T. Zarówno u myszy, jak i u człowieka obydwa geny znajdują się na tym samym chromosomie i w bezpośrednim sąsiedztwie, co wskazuje na pochodzenie od jednego genu, który uległ duplikacji. Zgodnie z wnioskami wynikającymi z analizy sekwencji, model struktury mysiego CTLA-4 opublikowany na bazie badań krystalograficznych w 2000 roku wskazuje, że białko to należy do nadrodziny immunoglobulin i posiada topologię części zmiennej.
CTLA-4 występuje w formie homodimeru, przy czym podjednostki są połączone mostkiem siarczkowym między cysteinami 120 obydwu łańcuchów. Forma monomeryczna ma zdolność do wiązania ligandów, ale nie powoduje uaktywnienia szlaków sygnałowych. Nietypową cechą dimeru CTLA-4, rzadko spotykaną w innych polimerycznych białkach, jest fakt, że miejsca wiązania ligandów znajdują się nie na styku dwóch podjednostek, formujących wspólnie pojedyncze miejsce wiążące, ale w znacznym oddaleniu od siebie. Pozwala to na wiązanie dwóch ligandów przez jeden dimer CTLA-4, a w konsekwencji na tworzenie w błonie komórkowej polimerycznych struktur CTLA-4 na przemian z CD80/CD86 w sposób przypominający zamek błyskawiczny. Monomer błonowej formy CTLA-4 (CTLA-4TM) składa się ze 130 reszt aminokwasowych. Masa cząsteczkowa w pełni glikozylowanego dimeru wynosi 45 kDa.
Poza pełną formą błonową opisano również formę rozpuszczalną (w skrócie sCTLA-4, z ang. soluble lub CTLA-4delTM). W wyniku alternatywnego splicingu pierwotnego transkryptu może dochodzić do utraty egzonu 3, który koduje fragment transbłonowy. W ten sposób powstaje białko wydzielane do otoczenia, zawierające pełną domenę zewnątrzkomórkową. Forma rozpuszczalna ludzkiego CTLA-4 składa się ze 137 reszt aminokwasowych i przy pełnej glikozylacji ma masę cząsteczkową 23 kDa. Oprócz tego, że w trakcie splicingu sCTLA-4 usuwany jest jeden z egzonów, dochodzi jednocześnie do przesunięcia ramki doczytu, co powoduje dodanie kolejnych 22 kodonów przed kodonem stop. W wyniku tego forma rozpuszczalna jest dłuższa od formy błonowej, mimo braku fragmentu transbłonowego.
Trzecią opisaną izoformą CTLA-4 jest forma o nazwie liCTLA-4 (ang. ligand-independent CTLA-4), która jest niezdolna do wiązania CD80/CD86. Powstaje ona również w rezultacie alternatywnego splicingu i utraty egzonu 2. Egzon ten koduje domenę zewnątrzkomórkową, a zatem również fragment zawierający motyw MYPPPY, odpowiedzialny za rozpoznawanie ligandów. Taka cząsteczka wciąż jednak zachowuje funkcję inhibitora aktywacji limfocytów. Peptyd ten zbudowany jest z 71 reszt aminokwasowych, a jego masa cząsteczkowa jest szacowana na ok. 8 kDa.

## Ekspresja
Typowa forma CTLA-4, zdolna do wiązania ligandów, nie występuje na dziewiczych limfocytach T, pojawia się natomiast po pobudzeniu limfocytu przez antygen w obecności sygnału kostymulującego biegnącego od cząsteczki CD28. Z tego względu do ekspresji CTLA-4 dochodzi w limfocytach wykazujących obecność CD28. Powierzchniowa forma CTLA-4 w warunkach homeostazy nie występuje na limfocytach B, może się jednak pojawiać w wyniku aktywacji tych komórek przez produkty bakteryjne i cytokiny lub w wyniku kontaktu z aktywowanymi limfocytami T. Rozpuszczalna forma CTLA-4 jest produkowana zarówno przez limfocyty T, jak i limfocyty B. Poza limfocytami CTLA-4 może występować również na komórkach dendrytycznych.

## Funkcja i mechanizm działania
CTLA-4 działa przede wszystkim jako cząsteczka hamująca aktywację limfocytów T, stanowiąc tym samym element negatywnego sprzężenia zwrotnego odpowiedzi odpornościowej. Z jednej strony ekspresja CTLA-4 jest pobudzana w wyniku stymulacji kompleksu TCR/CD3, z drugiej natomiast akumulacja cząsteczek CTLA-4 w obrębie synapsy immunologicznej jest wprost proporcjonalna do siły sygnału TCR. Funkcja CTLA-4 uwidacznia się także w przypadku indukcji tolerancji pokarmowej, gdyż blokowanie CTLA-4 nie pozwala na jej uzyskanie. Hamujące znaczenie CTLA-4, szczególnie w przypadku sygnałów indukowanych przez CD28, widoczne jest u myszy posiadających uszkodzony, niefunkcjonalny gen CTLA-4: zwierzęta te giną w 2–3 tygodniu życia na skutek niekontrolowanego podziału limfocytów (syndrom limfoproliferacyjny), co prowadzi do masywnego zapalenia w większości narządów. CTLA-4 występujący na limfocytach B hamuje przełączanie klas i produkcję przeciwciał.

Mechanizm molekularny hamującego działania CTLA-4. TCR – receptor limfocytów T; PPA2 – fosfataza białkowa A2; SHP-2 – fosfataza tyrozynowa zawierająca domenę SH2; PI3K – kinaza 3-fosfatydyloinozytolowa; AKT – kinaza białkowa B; mTOR – ssaczy cel rapamycyny; NFAT – jądrowy czynnik aktywacji limfocytów T; NF-kB – czynnik jądrowy kB.

Molekularne mechanizmy inhibitorowego działania CTLA-4 opierają się na następujących zjawiskach:
- Współzawodnictwo o ligandy z CD28. W tym wypadku istotną rolę odgrywa fakt, że zarówno CTLA-4 jak i CD28 wiążą te same cząsteczki[3][4], jednak powinowactwo CD28 do CD80 i CD86 jest mniejsze, niż powinowactwo CTLA-4. Prowadzi to do wyłączania CD28 z kompleksów z ligandami, a tym samym obniża poziom sygnału aktywującego limfocyty, a mechanizm ten odgrywa istotną rolę zarówno w przypadku formy błonowej CTLA-4, jak i formy rozpuszczalnej[25][26].

- Hamowanie sygnału biegnącego od kompleksu TCR/CD3. Wewnątrzkomórkowy fragment CTLA-4 zawiera motyw aminokwasowy YVKM zdolny do wiązania fosfatazy SHP2[27], chociaż prawdopodobnie wiązanie tego enzymu zachodzi nie bezpośrednio, ale za pośrednictwem innej kinazy, PI3K[28]. SHP-2 odpowiada m.in. za hamowanie fosfolipazy C gamma uruchamianej przez CD3. Rekrutacja kinazy SHP2 nie jest jednak niezbędna do hamującego działania CTLA-4[29][30]. Ponadto sygnał od TCR może być hamowany przez inną fosfatazę, PP2A, również wiążącą się z CTLA-4[31].

- Hamowanie sygnału kostymulującego CD28. Fosfataza PP2A ma zdolność do hamowania produkcji IL-2 stymulowanej przez CD28[32] poprzez blokowanie kinazy Akt[33].

- Modyfikacja szlaków kinaz MAP uruchamianych przez TCR, np. wzmocnienie szlaku JNK przy jednoczesnym hamowaniu szlaku ERK[34].

- Hamowanie cyklu komórkowego. Sygnał biegnący od CTLA-4 powoduje, że w limfocytach T dochodzi do zmian ekspresji białek odpowiedzialnych za kontrolę cyklu komórkowego i w konsekwencji do spowolnionego przechodzenia komórek z fazy G1 do fazy S[35].

- W limfocytach B ligacja CTLA-4 powoduje blokowanie szlaków NF-kB oraz STAT[8].

- W komórkach dendrytycznych wiązanie CTLA-4 prowadzi do ekspresji oksydazy 2,3-indolowej oraz interleukiny 10, które wpływają supresyjnie na limfocyty[17]

## Znaczenie CTLA-4 w medycynie
CTLA-4 jako białko hamujące odpowiedź odpornościową może odgrywać dwojaką rolę w procesach chorobowych:
- zwiększona ekspresja może prowadzić do immunosupresji
- jego niedobór lub dysfunkcja prowadzi do utraty kontroli nad limfocytami i rozwoju chorób o podłożu zapalnym.

### Choroby nowotworowe
Rozwój nowotworów jest zwykle powiązany z wyciszeniem funkcji odpornościowych. Zgodnie z tymi obserwacjami opisano asocjację pomiędzy wysoką ekspresją CTLA-4 na leukocytach a chorobami nowotworowymi, np. rakiem krtani, mięsakiem Ewinga, rakiem wątrobowokomórkowym, rakiem prostaty i rakiem płuc. Szczególnie istotna jest ekspresja CTLA-4 na limfocytach Treg oraz lifocytach CD8+. Polimorfizm genu CTLA4 wydaje się być związany z podatnością na rozwój niektórych chorób nowotworowych – posiadanie niektórych odmian tego genu może być czynnikami ryzyka w przypadku np. raka jamy ustnej, raka szyjki macicy czy raka płuc.

### Choroby autoimmunizacyjne
Słabsza ekspresja CTLA-4 na powierzchni limfocytów T została zaobserwowana w przypadku niektórych chorób o podłożu autoimmunologicznym, np. stwardnieniu rozsianym. Zmniejszona ekspresja niezależnej od liganda formy CTLA-4 jest skorelowana ze zwiększoną zapadalnością na cukrzycę typu I, ale rola tej formy białka nie jest dobrze poznana. Asocjację występowania określonych alleli genu CTLA4 z chorobami autoimmunizacyjnymi wskazano m.in. w przypadku cukrzycy typu I, tocznia układowego rumieniowatego, choroby Gravesa, stwardnienia rozsianego, autoimmunologicznym zapaleniem trzustki i innymi.

### Inne
Polimorfizm CD152 jest związany z ryzykiem odrzucenia przeszczepu. Limfocyty T CD4+ w wyniku infekcji HIV zwiększają ekspresję CTLA-4, co może mieć wpływ na rozwój niedoboru odporności u pacjentów.

### Terapia przy użyciu przeciwciał anty-CTLA-4
Przeciwciała blokujące CTLA-4, a przez to zwiększające aktywację limfocytów, wykorzystuje się w leczeniu nowotworów. Przykładem takiego leku jest ipilimumab, stosowany w leczeniu czerniaka złośliwego. Badania wskazują, że efekty blokowania CTLA-4 w chorobach nowotworowych mogą być jeszcze silniejsze, gdy zostaną użyte przeciwciała blokujące również inne supresyjne szlaki sygnałowe, np. zależne od cząsteczek PD-1 lub CD73. Efekt terapeutyczny przeciwciał anty-CTLA-4 może być zależny od wariantu genu CTLA4 występującego u danego pacjenta.

### Terapia białkami fuzyjnymi CTLA-4
W chorobach autoimmunizacyjnych stosuje się białka fuzyjne CTLA-4, które działają podobnie jak rozpuszczalna forma CTLA-4, tzn. blokują CD80 i CD86, nie dopuszczając tym samym do interakcji pomiędzy tymi cząsteczkami a CTLA-4 na powierzchni limfocytów. Przykładami białek fuzyjnych CTLA-4 są belatacept i abatacept. Stosowane są w transplantologii oraz w leczeniu reumatoidalnego zapalenia stawów i młodzieńczego idiopatycznego zapalenia stawów.